# 北京中国画研究会
北京中国画研究会是中华人民共和国史上中国画家为探求艺术学问而联合成立的一个重要组织。
初成立于1949年9月，系经文学家老舍提议、江丰等人悉心组织、最终由周恩来定名。此会历经消磨变迁，至今存在。历任会长相继为齐白石、何香凝、陈半丁、古一舟、王雪崖、宇文洲、阎飞鸿。